# Mindenkiből lehet hős
A Mindenkiből lehet hős (eredeti cím: We Can Be Heroes) 2020-ban bemutatott amerikai szuperhősfilm, amelyet Robert Rodríguez rendezett. A 2005-ös Cápasrác és Lávalány kalandjai című film folytatása. A főbb szerepekben YaYa Gosselin, Lyon Daniels, Andy Walken, Hala Finley és Lotus Blossom látható.
Az Amerikai Egyesült Államokban és Magyarországon 2020. december 25-én mutatták be a Netflixen.

## Cselekmény
Csodafickó, a szuperhős, aki a Föld körüli pályán gyorsan készít egy szelfit, meg akarja menteni a Földet a támadó idegenektől, de ő és segítője, Tech-No lezuhannak, és kórházba kerülnek. Miközben reggeliznek, Missy Moreno és apja, Marcus megkapják a hírt a Földet fenyegető idegenekről. Marcus ezután iskolába viszi lányát, bemegy a Hősök főhadiszállására, és a vezetőjüknek azt sugallja, a Földet megközelítő idegenek csak az élcsapatok, és a háttérben hatalmas csatahajók várják a támadást. Marcust, aki valójában elhagyta a Heroicsot, a vezető parancsára beszervezik. A Heroics alkalmazottai Missyt biztonságba helyezik a főhadiszálláson, ahol más szuperképességgel rendelkező gyerekek is vannak, csakhogy úgy tűnik, maga Missy nem örökölte apja szuperképességét.
Több szuperhős, köztük Marcus és a Csodafickó, harcol az idegen robotok ellen, de túlerőben vannak, és elfogják őket. Az Amerikai Egyesült Államok elnöke üzenetet kap az idegenektől, miszerint az idegenek három órán belül elfoglalják a Földet. A gyerekek, akik nem érzik magukat biztonságban az épületben, úgy döntenek, elhagyják a főhadiszállást, hogy kiszabadítsák szüleiket, azaz az elrabolt szuperhősöket. A hősök biztonsági alakulata által üldözve Missy nagymamájánál, Anita Morenónál bújnak el, de Missy karkötője, amely egy jeladót tartalmaz, lehetővé teszi, hogy megtalálják őket.
Miközben Anita kiképzi és motiválja a gyerekeket, hogy együtt harcoljanak az idegenek ellen, a csapdába esett szuperhősök az idegen anyahajó egyik helyiségében ülve vitatkoznak. Nem sokkal később vizuális üzenetet kapnak az elnöktől, hogy a gyerekek eltűntek a főhadiszállásról. Egy idegen elrabolja Anitát is, de nem sokkal előtte egy titkos átjáróba küldi a gyerekeket, amelyen keresztül elmenekülnek. Amikor két idegen elhagy egy kis űrhajót, amely a Földön landolt, a gyerekeknek sikerül elszökniük, és az anyahajón landolniuk. Ott azonban elfogják és bebörtönzik őket az idegenek, akik képesek emberré is átváltozni. Nem sokkal később azonban ismét sikerül megszökniük, és néhány, az idegenekkel vívott csata után kiszabadítják szüleiket. Ekkor azonban kiderül, az idegenek nem gonoszak, hanem fel akarták készíteni a gyerekeket arra, hogy elszakadjanak a szüleiktől, és a jövőben együtt harcolhassanak az univerzum valódi gonoszai ellen.

## Szereplők
| Szerep        | Színész               | Magyar hang        |
| ------------- | --------------------- | ------------------ |
| Missy Moreno  | YaYa Gosselin         | Kobela Kíra        |
| Rugany        | Lyon Daniels          | Maszlag Bálint     |
| Aduász        | Nathan Blair          | Vida Bálint        |
| Drift         | Andy Walken           | Gáll Dávid         |
| A Capella     | Lotus Blossom         | Csikos Léda        |
| Guppy         | Vivien Lyra Blair     | De Nicola Angelika |
| Replay        | Isaiah Russell-Bailey | Kerekes Máté       |
| Gyorsító      | Akira Akbar           | Szűcs Anna Viola   |
| Arcváltó      | Andrew Diaz           | Kelemen Noel       |
| Ms. Granada   | Prijanka Csopra Jonas | Bogdányi Titanilla |
| Anita Moreno  | Adriana Barraza       | Menszátor Magdolna |
| Marcus Moreno | Pedro Pascal          | Varga Gábor        |
| Csodafickó    | Boyd Holbrook         | Bogdán Gergő       |
| Tech-No       | Christian Slater      | Rada Bálint        |
| Gyorsvakító   | Sung Kang             | Szabó Máté         |
| Ms. Vox       | Haley Reinhart        | Zakariás Éva       |
| Cápasrác      | JJ Dashnaw            | Nem szólal meg     |
| Niel Anami    | Christopher McDonald  | Szersén Gyula      |

### Magyar változat
- Magyar szöveg: Petőcz István
- Hangmérnök: Bederna László
- Vágó: Pilipár Éva
- Gyártásvezető: Vigvári Ágnes
- Produkciós vezető: Gál Zsuzsanna

A szinkront a Direct Dub Studios készítette el.

## A film készítése
A Mindenkiből lehet hős című filmet Robert Rodríguez írta, rendezte és gyártotta a Troublemaker Studios révén. Bejelentették, hogy Priyanka Chopra Jonas, Christian Slater és Pedro Pascal főszerepet játszanak. A forgatás 2019 augusztusában kezdődött Texasban. A vizuális effekteket és az animációt az Industrial Light & Magic (ILM) és a Weta Digital készítette. A zenét a bécsi Synchron Stage színpadán vették fel.

## Bemutató
A filmet 2020. december 25-én mutatták be, a 2021. január 1-jei megjelenési dátumról előrehozva.

## Lehetséges folytatás
2021 januárjában a Netflix bejelentette a folytatást. Ugyanezen év augusztusában Rodriguez megerősítette, hogy visszatér rendezőként, ugyanakkor bejelentette, a forgatásra 2022-ben kerül sor. 2025-től kezdve nincsenek hivatalos információk a filmmel kapcsolatban. Nem tudni, hogy a film még mindig fejlesztés alatt áll-e.